# Ditha tonkinensis
Ditha tonkinensis är en spindeldjursart som beskrevs av Beier 1951. Ditha tonkinensis ingår i släktet Ditha och familjen Tridenchthoniidae. Inga underarter finns listade i Catalogue of Life.